# Mjassischtschew M-20
Die Mjassischtschew M-20 (russisch Мясищев М-20) war ein Projekt des sowjetischen OKB (Experimental-Konstruktionsbüro) Mjassischtschew für einen Mach 3+ schnellen atomwaffentragenden Strategischen Bomber, das jedoch nicht ausgeführt wurde.
Im Jahr 1967 wurden sich die sowjetischen Militärstrategen bewusst, dass die einseitige Ausrichtung auf ballistische Waffensysteme ein Fehler gewesen war. Es wurde daher aufgerufen, Vorschläge für einen überschallschnellen Nachfolger der alternden Mjassischtschew M-4 und Tupolew Tu-95 einzureichen. Im Wesentlichen sollte das Leistungsspektrum der Rockwell B-1 erflogen werden, bis auf die höhere Höchstgeschwindigkeit.
Am 28. Februar 1968 wurde offiziell mit den Untersuchungen begonnen. Verschiedene Antriebskonzepte und Auslegungen wurden untersucht. Besonders vielversprechend zeigte sich ein Canard-Konzept mit variabler Geometrie der Tragfläche. Letztlich erwiesen sich bei entsprechender Gestaltung des Bugs die Entenflügel als überflüssig. Auf Mach 3 wurde schließlich ebenfalls verzichtet. Im Jahr 1969 wurde das Design des neuen Überschallbombers als Schwenkflügelflugzeug mit vier Triebwerken im Heck und einem Startgewicht von 300.000 bis 325.000 kg festgelegt. Mjassischtschew erhielt den Auftrag nicht, aber die gewonnenen Erkenntnisse nutzte man letztlich zum Bau der Tupolew Tu-160.